# طقوس النشرة في قسنطينة
1. تعريف النشرة la nachra :

النشرة la nachra في مدينة قسنطينة:
النشرة طقس روحاني تستخدمه النساء عادة للاتصال بالجن والأرواح لأغراض عديدة من بينهاالعلاج ، وتعرف شرعا بأنها علاج السحر بالسحر ، وهذا ممّا نهى عنه الإسلام ، وغالبا ينتمي من يشرفون على هذه الطقوس ويحيونها إلى عالم الشعوذة والدّجل والعرافة والعرّافين ، وفي مدينة قسنطينة ( في الشرق الجزائري ) انتشرت هذه العادة بين سكّان المدينة الأصليّين لتفشّي الجهل إبّان فترة الإستعمار ، ولقلّة الوعي وتغييب العقل وانتشار البدع التي لا تمتّ بالصّلة إلى حقيقة الإسلام ، كما أن طقس النشرة عادة سنويّة عند كثير من الناس الذين يعتقدون أن شفاءهم وتحقيق مطالبهم مرهون بالاتصال بعالم الأرواح والجن والشياطين .
ومن جهة انثروبولوجيّة ، تعتبر النشرة طقسا روحيّا يلتمس المقدّسات التي أحاطت بحياة الإنسان في عهوده الأولى ، محاولة منه لفهم حقائق روحيّة ونفسيّة تخالجه .
- النشرة من وجهة نفسية:غالبا ما يلجأ اليائسون والمحطّمون نفسيّا والذين يعانون من الكبت إلى تفريغ جانبهم اللاشعوري الباطني في هذه الطقوس ، ليجدوا أنفسهم بالمقابل قد تعرّضوا للأذى روحيّا بسبب مس أو عارض من الجن المؤذي[2] ، ذلك لأنّ ممارسي هذه الطقوس ومن يدّعون الإشراف عليها جاهلون بالمعارف الروحيّة ناهيك عن جهلهم بالشرع ، ولديهم رغبة في تحصيل المال فقط ، وكذلك يمارس هذه الطقوس ( النشرة ـ الزار ـ الفودو ...) فئات أغلبها يئس من الحياة الواقعية ، أو فشل في تحقيق مطلب من مطالب الحياة ( الزواج ـ الحب ـ المال ـ العلاج ـ التوازن النفسي .. ) فتجدهم يقعون ضحيّة هذه المجالات التي تطيح بهم من فئة الفشل الاجتماعي إلى المرض الروحي الحقيقي [3]

وهناك من يلجأ إليها لفراغ حياته ، أو للعادة التي تلقّاها كتقليد من عند الأجداد ، لا تفتأ أن تضعه في محور الأذيّة الروحيّة ليغدو هو الآخر مطالبا بآداء هذه الطقوس من خلال العدوى النفسيّة والاستجابة اللاشعوريّة للمؤثرات والآثار الخارجيّة التي يراها في الطقوس.
1. أصول النّشرة في مدينة قسنطينة:

إذا عدنا إلى شعوب مجاورة للمنطقة المغاربيّة ، فسنجد مثلا طقوس "الزار" و "الخبيتي" في كل من مصر ودول الخليج ، وهي كذلك ممارسات طقوسيّة لها علاقة بعالم الجن والأرواح ، وكذلك نجد في المملكة المغربيّة طقوسا مماثلة فيما يعرف بالليلة أو الدّردبة ، لكن أصول النّشرة في مدينة قسنطينة تعود إلى ممارسات الوثنيّين الفينيقيّين والرومان الذين قدّسوا أماكن بعينها غالبا تتصل بمنابع الأودية والمياه الحارة ، وكذلك تعلّقوا بأماكن اعتقدوا فيها قداسة ، كمعبدالحفرة الفينيقي المتواجد بحي جنان الزيتون ، وكمنبع سيدي ميمون الذي كانت تتجه إليه النساء ، وكذلك منبع عائشة ( وهي جنيّة يسمّيها السكان في قسنطينة بـ "عوّاشة" ) والبرك التي تحيط بها .
فالنشرة لها أصول تمتد إلى العهد الفينيقي ، وكذلك فعل الرومان ، ولمّا دخلت المدينة في العهد الإسلامي ، احتفظت ببعض هذه الطقوس حتى نراها بارزة في كتابات الرحّالة ، فالأصول قديمة ممتدّة إلى جذور الوثنيّة الأولى ، هذا ما جعل شخصيّة شرعيّة وثقافيّة كالشيخ المولود بن الموهوب يرفض هذه الممارسات ويعترض عليها ويعتبرها محرّمة وفيها شرك وضلال
ولا يمكن إغفال أثر اليهود في هذه الطقوس لأنّهم شاركوا سكّان المدينة وكانوا من السكّان الأصليين فيها ، وأسهموا في تغليف هذه الممارسات بشيء من القداسة والروحانيّة التي تجعل المريدين يؤمّون هذه الأماكن لإقامة شعائرهم الطقوسيّة .
وتدخل في أصولها التأثر بمعتقدات السّحر والتنجيم التي انتشرت في المجتمع أواخر العهد العثماني وخاصّة إبّان الحقبة الاستعماريّة حيث شجّع المستعمر على انتشار هذه العادات والسّماح بها .
1. ممارسات طقوس النّشرة  :

- أولا : تختار المرأة أو الرجل الذي يدخل في هذا المجال ليلة الأربعاء للبدء أولا بتسبيع ما سيشتري به مستلزمات الطقوس وهي حركة تدوير الشيء سبع مرات على رأس الإنسان[8] وتحضير قرابين الطيور من دجاج وديكة ، حيث يتم تقديم قرابين الذبائج للجن والشياطين : ديك أسود لـ " ميمون " دجاجة لأرواح الغابة ومن يسكنها كالجنيّة عيشة أو عوّاشة ، وديك آخر لولي روحاني اسمه " الغراب " وديك يذبح في وليّ آخر اسمه "بولجبال" وكذلك يذبح ديك في دار الدّيوان أو ما يعرف ب" الوصفان " وهو الكناوة ، السود الذين يعزفون في طقوس تحضير الجن والتعامل معهم ، هذه الذبائح وطقوسها تناولها باتساع وعلميّة المقال الموسوم بـ "A Propos D’une Thérapie Traditionnelle à Constantine: La Nachra" الذي فصّل طريقة تقديم هذه القرابين وبيّن أهدافها الخفيّة[9]

بعد تقديم الذبائح مرافقة برش ماء الزّهر المقطّر ، وإعطاء حلوى " الطمّينة البيضاء " التي تعدّ من الدقيق والزبدة والعسل الحر ، ولا ننسى إشعال الشموع وهذه العادة أخذتها النساء من ممارسات النصارى ، وكذلك السباحة في برك بدائيّة من المياة التي تأتي من منابع الأوديّة كرمزيّة للتطهير ، فالنساء يدخلن للعوم ( السباحة ) في بركتين اثنتين : " برمة لغراب " و "برمة الغابة / لالة عيشة أو عواشة " ، حيث تجد سلاحف عملاقة تسبح كذلك مع النساء ، وتعتقد النساء أنّ هذه السلاحف من الأرواح.
ويذكر الحسن الوزان في كتابه "وصف إفريقيا" أنّه شهد أمرا مماثلا في المغرب الأقصى في بركة لالّة عيشة ، حيث تذهب النساء للتطهّر والقيام بطقوس سحريّة روحيّة بغرض الزواج أو العلاج أو الاتصال بالأرواح.[[ينظر : الحسن الوزان ، وصف إفريقيا ، دار الغرب الإسلامي ، ص 262 . 
- ثانيا : تتّجه المرأة أو يتجّه الرجل الممارس لطقس النشرة يوم الخميس أو مساء الأربعاء إلى فرقة نسائيّة تدعى الفقيراتهو نوع غنائي نسوي منتشر في ولايات الشرق الجزائري مرتديا / مرتدية اللون الأبيض ، وقد كان القدماء في مدينة قسنطينة يلبسون اللون الأبيض في الجزء الأول من هذا الطقس وهو ما يسمّى " الحرّ " أي الأرواح التي تحضر باللون الأبيض النوراني فهي بلون الأحرار البيض ، وكذلك لأنّ غالب هذا الجزء من الطقس يتم بالمدائح والابتهالات على النبي وآله والأولياء ، ويسمّى كذلك بالشّرفة أي الشرفاء ولهذا يلبس له اللون الأبيض ، ولكن بعد تأثّر هؤلاء الممارسين لطقس النشرة باليهود وكذلك ببعض العرّافين الممارسين للشعوذة أصبحوا يلبسون اللون الوردي ، وهو لا أصل له عند القدماء أو ما يسمّون أهل البلد ( البلديّة ) ، بل نجد للوردي أصلا في الثقافة المغربيّة الروحانيّة ، حيث يرتبط اللون الوردي بجنيّة اسمها " ملّوكة " واللون الذي يتناسب معها هو اللون الوردي [13]

تقوم الفقيرات والمرأة التي تؤدي طقس النشرة بتبخير المكان ببخور الجاوي وكذلك العنبر والعود ، وتضميخ الحاضرين بالعطر خاصة عطر " eau de lubin " أو عطر "reve d'or" أو أي عطر يتصل باستخدام الشعائر الدينيّة .
وتنطلق فرقة الفقيرات في ترتيب آدائهن للجزء الأول للنّشرة كالتالي:
ـ تلاوة " العدّة " وهي ترانيم وكلمات شعريّة إمّا في الثناء على الله ، أو مدح النبي أو الأولياء أو الاتصال بالأرواح والجن ، كمثال عنها نذكر عدّة " العلما سيادي غيثوني ، شيخكم ربّاني مول حرمة ، يا أهل الدّيوان اتركوا النغرة ، طريق الولاية صعيبة يا راكبين لعقالة ، تحزمو يضربو نغرة تكلم من عليهم ترجمان ... إلخ " ، وهناك سبع ترانيم : عدّةالعلما سيادي ـ عدّة المزيان ـ عدّة الحاج ـ عدّة دوك الخيالة ـ عدّة بلّغ مزاري ـ عدّة استغفر الله ـ عدّة المتوفّى .
ـ بداية العزف على الدفوف ، حيث تقوم المرأة بالرقص على أنغامها : وتؤدّي الفقيرات مجموعة من الطبوع كالآتي : الغربي ـ الفزاعي ـ الجريدي ـ الدّرز ـ الحضاري ـ الرومي . وينبغي أن نشير إلى هذه الفرق في قسنطينة تؤدّي هذه الطبوع متأثرة بالطرق الصوفيّة ، حتى إنّ اسمها مقترن بمفهوم الفقر عند الصوفيّة ، فالفقير هو الذي أعلن فقره لله والتجأ إليه ، فالفقيرات امتداد للمديح الصوفي متأثر بالمالوف الأندلسي الأصيل
وفي أثناء رقص المرأة التي تؤدّي طقس النشرة في قسنطينة ، تأتي مرحلة الدخول في إناء من الماء للتطهير أثناء ضرب الدفوف والعزف ، وعندما تنهي المرأة هذه المرحلة تنطلق نساء الفقيرات في قول كلمات لعدّة " بلّغ مزاري " وهي مديح صوفي ، وكل هذه الممارسات باللون الأبيض .
- ثالثا : الذّهاب إلى ديوان القناوة (gnawa) أو الوصفان / الديوان

بعد أن تنهي المرأة يوم الخميس الجزأ الأول من النشرة تتجه يوم الإثنين بعد أن تضع الحناء وتحضّر ديكا أسودا كقربان للجن وبنات الجن خاصة إلى دار الديوان ، حيث تقوم بالرقص كذلك على أصوات الطبول والكركطو والقراقب وهي آلات موسيقيّة للوصفان وهم الكناوة الذي استقروا في الشرق الجزائري خاصة قسنطينة ، وعرف عنهم أنهم يؤدّون موسيقى لها علاقة بالأرواح وبنات الجن
ولهذه المرحلة تفاصيل ، حيث تبدأ الرقصات باللباس الأبيض كذلك ، لأنّه رمز للدخول في عالم الأرواح الأوّل أو ما يسمّى بالشرفا / الشرفاء حيث يعزفون مديحا حول النبي والأولياء ، بعدها تلبس المرأة الثوب الأسود مع جلد ماعز وتحمل ما يشبه المنجل الكبير ، وهي رقصة تذكّرنا بلطقوس البدائيّة في ممارسات الفودو vaudou حيث تتم رقصات بألوان معينة لاستحضار أرواح وجنيّات.
بعدها تتوالى الألوان بحسب ملوك الجن ، أحمر ـ أخضر ـ أزرق ( في الممارسات القديمة ) وكذلك متعدّد الألوان ، واللون الأصفر ، وكلها تتعلّق بالجن والتواصل مع الأرواح ، فللألوان ارتباطات مع هذا العالم ، وللإشارة قد فقدت كثير من التفاصيل في مدينة قسنطينة اليوم كأنواع البخور المختلفة كالألوان ، فهناك ألوان اختفت لعدم معرفة أهلها بها ، فاللون الأزرق وكذلك الأصفر والأبيض لا نجده اليوم في هذا الجزء الثاني من طقوس النشرة ، بل لا يزال حاضرا عند قناوة أو ديوان مناطق الغرب الجزائري ، والمغرب الأقصى كذلك ، ولطقوس الماء كذلك حضور في رقصة " الوصيف " أو الديوان كجزء من النشرة ، فالمرأة تدخل في إناء من الماء وتضرب حولها الطبول في ما يعرف نوبة الماء ، وأصلها باللون الأزرق ، كرمز للجن الساكنين في المياه .
ويجب الإشارة إلى أنّ النشرة في قسنطينة تختلف عن " الملعب " أي الليلة التي يحييها ممارس الطقوس من أجل ملوك الجن الكبار أو ما يسمّى في الغرب الجزائر والمغرب الأقصى بـ " الليلة " ، لأنّ الليلة أو الملعب ( سمّي بالملعب لأنّ فيه حركات كثيرة ونوبات موسيقية كثيرة وطقوس متعدّدة ومكانه واسع أوسع من مكان آداء النشرة ) . 
- الموسيقى وطقوس النشرة في قسنطينة : للموسيقى دور بارز في آداء هذه النشرة ، فهي تأتي كعنصر متمّم يكمل هذه الطقوس ، لأنّ العمل الأساسي عند من يمارس هذا الأمر ، وليس عند الموسيقيين / العازفين ، فالأساس هو ذلك المجمع المتكون من : طبق البخور والعطور ، الألبسة المختلفة حسب الألوان الروحيّة ، والأكسسوارات التي تلحقها وكذلك إناء الحنّاء وأطباق حلوى " الطمّينة " أو كما تسمّى في تونس العصيدة ، كما يجب التأكيد أن الذي يمارس طقس النشرة حرّ في اختيار أي فرقة تؤدي هذه الطبوع ، فبعضهم يتعامل مع "الجيلالة"[16] و" الشابيّة " وكلاهما في منطقة المغرب العربي يؤديان هذه الموسيقى باستخدام الدفوف والقصب ( آلة ناي طويلة ) وبعضهم مع " العيساوة " وآخرون مع كناوة[17] ، والبعض يفضل الفقيرات خاصة النساء ، ويبقى المجال مفتوحا لأن الأساس هو ما يحضّره صاحب النشرة ، وليس ما يؤديه العازفون.
- •	الفرق بين النشرة و"الملعب " و "الزردة":ويجب الإشارة إلى أنّ النشرة في قسنطينة تختلف عن " الملعب " أي الليلة التي يحييها ممارس الطقوس من أجل ملوك الجن الكبار أو ما يسمّى في الغرب الجزائر والمغرب الأقصى بـ " الليلة " ، لأنّ الليلة أو الملعب ( سمّي بالملعب لأنّ فيه حركات كثيرة ونوبات موسيقية كثيرة وطقوس متعدّدة ومكانه واسع أوسع من مكان آداء النشرة ) . [21] أمّا الزردة فغالبا تتشابه مع الملعب إلا أنه قد يحييها فرق الكناوة وقد يحييها الجيلالة أو أي فرقة تستخدم الدفوف وآلة "القصبة " أو الناي ، والزردة كذلك مخصصة لطقوس روحانية ترتبط بالزوايا أو الأولياء أو الأرواح ( الجن ) .

- أكل " الصّالحة " في طقوس النشرة: الصّالحة هي أكلة روحيّة مكونة من أعشاب ومعها عسل وزيوت ومواد أخرى كالسمن وشيء من دقيق خاص تطهى على نار الجمر وتخلط جيّدا ، وأصلها من الجنوب وانتقلوا بها إلى مدينة قسنطينة ، كانت تشتريها النساء اللواتي يمارسن النشرة لإتمام العلاج والاستشفاء ، وقد اشتهرت بها عائلتان قسنطينيتان عريقتان كانتا تبيعان هذه الأكلة في قدر من الفخّار ، وهي تشبه كذلك التوفيحة في قسنطينة التي تحضر لسبعة أيام كذلك وفيها بيض وتمر وعسل وخبز وأعشاب ترافق طقوس النشرة ، ثم تتخلص المرأة من كل الأواني التي استخدمتها فيها .

1. النشرة من وجهة الشرع

=== التحريم ===: يحرّم الشرع الإسلامي هذه الممارسات ، ويعتبرها شركا بالله تعالى ، وغالبا إن لك يكن دائما لا تحقق ما يدّعيه الممارسون لها من الشفاء ، لأنّها قائمة على اتصال باطل ، وعلى جهل كبير ، وحتى إنّها لا تعدّ ممارسات روحانيّة لها أسس علميّة تركن إلى كتب ومبادئ كما هو علم السّحر والروحانيات مثلا ، فليس لهذه الطقوس ( النشرة ) أي مستند بل نجد فيها خلطا وتخبّطا في المفاهيم ، وقد قال العلامة ابن باز رحمه الله في فتواه حول النشرة : "والغالب على هؤلاء الذين يدعون النشر هم ممن يعمل في سبيل الشيطان ويتعاطون خدمة الجن والاستعانة بالجن، فهؤلاء يجب منعهم وعدم الذهاب إليهم."
وكذلك نجد اليوم فقدانا لكثير من تفاصيل هذه الممارسات الروةحيّة ، ونسيان لها ممّا يعرّض مرتاديها للأذى الروحي ، فمن خلال الرجوع إلى المصادر الأصلية المكتوبة ، نجد فقدان كثير من جزئيات طقس النشرة ( كالألوان ـ أنواع البخور ـ الرقصات .. ) وهذا ما يجعل منها اليوم ممارسة مشوّهة لطقس قديم كانت له أصوله الروحيّة .
ونجد مطلق المنع والتحريم للنشرة الشيطانية ، ذلك للضرر الذي يدخل منها على من يمارسها
- النشرة في وقتنا الحالي

نجد اليوم فقدانا لكثير من تفاصيل هذه الممارسات الروحيّة ، ونسيان لها ممّا يعرّض مرتاديها للأذى الروحي ، خاصة أن القدماء وكبار السن نسوا أو توفوا فذهبت معهم جزئيات هذه الطقوس ، فمن خلال الرجوع إلى المصادر الأصلية المكتوبة ، نجد فقدانا لكثير من جزئيات طقس النشرة ( كألوان الألبسة ـ أنواع البخور ـ الرقصات ـ النوبات .. ) وهذا ما يجعل منها اليوم ممارسة مشوّهة لطقس قديم كانت له أصوله الروحيّة . وتسعى جهات للحفاظ على هذا الطقس باعتباره فلكلورا وفنّا كما هو واقع في فن الزار الذي تحول إلى فلكلور غنائي بعيد عن الطقوس الخاطئة التي تلامس الشرك والبدعة في المفهوم الديني.ففن الزار مثلا تحول إلى فلكلور غنائي تراثي يسعى إلى النتشار باعتباره موسيقى افريقية ذات بعد عربي وديني بعيدا عن الاعتبارات الطقوسيّة القديمة  وفي قسنطينة قلّ عدد الممارسين واندثر إلى حافة الانقراض بسبب انتشار الوعي وعودة الإصلاح الروحي ونجاح دعوة العلامة ابن باديس بالابتعاد عن هذه الممارسات  كما أن تغيّر الأجيال والتطوّر الذي لحق المجتمع ساهم في تغييب هذه الظاهرة بطقوسها .
- •	النشرة في مناطق مجاورة لقسنطينة نجد هذه الطقوس في مناطق مجاورة لقسنطينة تحت أسماء مثل : "العربون" في مدينة عنابة حيث يتم التوجّه إلى مناطق للتواصل الروحي مع العالم الآخر مثل رأس الحمراء[23] ، وعين بنت السلطان وبيت القايد ... وتؤدّى طقوس النشرة كذلك مشابهة لمدينة قسنطينة ، مع بعض الفروق .